# San Juan de la Encinilla
San Juan de la Encinilla es un municipio de España perteneciente a la provincia de Ávila, en la comunidad autónoma de Castilla y León. En 2017 contaba con una población de 86 habitantes.

## Geografía

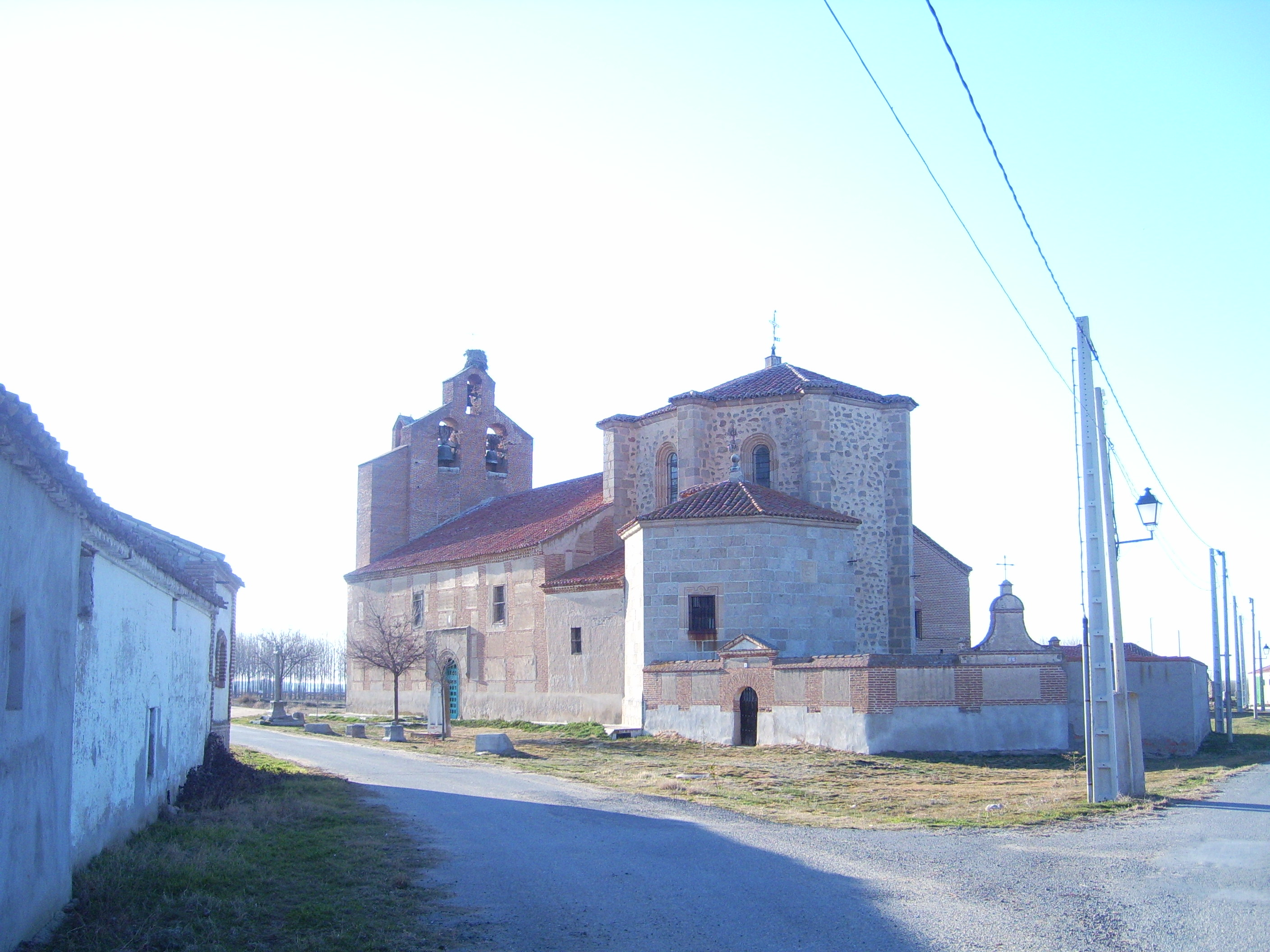
Iglesia San Juan Bautista.

La localidad está situada a una altitud de 910 m s. n. m.
| Noroeste: Papatrigo            | Norte: Papatrigo | Noreste: Albornos                 |
| Oeste: Albornos                |                  | Este: Riocabado                   |
| Suroeste: San Pedro del Arroyo | Sur: Aveinte     | Sureste: Las Berlanas y Monsalupe |

## Demografía
San Juan de la Encinilla cuenta con una población de 70 habitantes (INE 2024).
| Gráfica de evolución demográfica de San Juan de la Encinilla entre 1842 y 2021                                        |
| |
| Población de derecho según los censos de población del INE. Población de hecho según los censos de población del INE. |